# Liste von Sachbüchern über Jahre
Die Liste von Sachbüchern über Jahre enthält historische, populärwissenschaftliche, kultur- und literaturgeschichtliche Werke über einzelne Jahre, die das jeweilige Jahr im Titel tragen. Sie gehören zu einer Reihe von Veröffentlichungen, die seit den 2000er Jahren vermehrt erschienen sind. Sie sind häufig als globalgeschichtliche Werke angelegt, die verschiedene synchrone Ereignisse eines Jahres beschreiben. Sie stellen weder eine Jahreschronik noch einen Jahresalmanach dar. 
Als Vorreiter der Gattung des Sachbuchs über ein einzelnes Jahr gilt das zuerst 1997 auf Englisch (2001 dann auf Deutsch) erschienene Werk In 1926: Living at the Edge of Time des Literaturwissenschaftlers Hans Ulrich Gumbrecht. Gumbrechts Buch zog eine Reihe von Büchern und Ausstellungen nach sich, die Jahre „am Rande der Zeit“ behandeln, also historisch wenig markante Jahre. Vereinzelt knüpfen Werke explizit an das Organisationsprinzip von Gumbrechts Buch an, das auf im Inhaltsverzeichnis alphabetisch geordnete Stichworte im Text verweist.
| Jahr | Autor                 | Erscheinungsjahr | Titel | Themen |
| ---- | --------------------- | ---------------- | --- | --- |
| 1517 | Heinz Schilling       | 2017             | 1517. Weltgeschichte eines Jahres, C. H. Beck, München 2017, ISBN 978-3-406-70069-9                                           | Reformation, Osmanenherrschaft in Ägypten                                                                                  |
| 1648 | Heinz Duchhardt       | 2015             | 1648 – das Jahr der Schlagzeilen. Europa zwischen Krise und Aufbruch. Böhlau, Wien u. a. 2015, ISBN 3-412-50120-4.            | Westfälischer Frieden, Frondeaufstand in Frankreich, Todesurteil gegen Karl I., La Gazette, Leipziger Wöchentliche Zeitung |
| 1688 | John E. Wills         | 2002             | 1688. Die Welt am Vorabend des globalen Zeitalters. Lübbe, Bergisch Gladbach 2002, ISBN 9783785720882                         | |
| 1837 | Paul Werth            | 2021             | 1837: Russia's Quiet Revolution, Oxford University Press 2021, ISBN 9780198826354                                             | Alexander Puschkin, Nikolaus I. (Russland), Apologie eines Wahnsinnigen (Pjotr Jakowlewitsch Tschaadajew)                  |
| 1913 | Florian Illies        | 2012             | 1913: Der Sommer des Jahrhunderts, S. Fischer, Frankfurt am Main 2012, ISBN 978-3-10-036801-0                                 | U. a. fiktive Szene mit Adolf Hitler und Josef Stalin in Wien                                                              |
| 1913 | Felix Philipp Ingold  | 2000             | Der große Bruch. Russland im Epochenjahr 1913. Kultur – Gesellschaft – Politik. München, C. H. Beck 2000, ISBN 978-3406458590 | Russische Literatur, Oktoberrevolution                                                                                     |
| 1922 | Michael North         | 1999             | Reading 1922: A return to the scene of the modern, Oxford University Press 1999, ISBN 978-0195151633                          | Ulysses, Das wüste Land |
| 1923 | Mark Jones            | 2022             | 1923. Ein deutsches Trauma. Übersetzung Norbert Juraschitz. Propyläen Verlag, Hamburg 2022, ISBN 978-3-5491-0030-1.           | Besetzung des Ruhrgebiets, Inflation, Aufstieg Adolf Hitlers                                                               |
| 1926 | Hans Ulrich Gumbrecht | 2001             | 1926. Ein Jahr am Rand der Zeit. Suhrkamp, Frankfurt am Main 2001, ISBN 3-518-58300-X.                                        | Das Schloss, Einbahnstraße (Buch), Traumnovelle                                                                            |
| 1927 | Bill Bryson           | 2013             | One Summer: America 1927. Doubleday 2013, ISBN 978-0767919401.                                                                | Great Depression, Barnstorming, Mississippiflut 1927, Sacco und Vanzetti                                                   |
| 1937 | Karl Schlögel         | 2008             | Terror und Traum. Moskau 1937. Hanser, München 2008, ISBN 978-3-446-23081-1.                                                  | Großer Terror (Sowjetunion) Moskauer Prozesse, Palast der Sowjets, Der Meister und Margarita                               |
| 1947 | Elisabeth Åsbrink     | 2019             | 1947: Where Now Begins, OTHER PR LLC 2019, ISBN 978-1635420128                                                                | Kalter Krieg |
| 1948 | Benny Morris          | 2008             | 1948: The First Arab-Israeli War, Yale University Press 2008, ISBN 978-0300151121                                             | Palästinakrieg |
| 1949 | Christian Bommarius   | 2018             | 1949. Das lange deutsche Jahr. München 2018, ISBN 978-3-426-27761-4.                                                          | Gründung der Bundesrepublik Deutschland, Gründung der Deutschen Demokratischen Republik                                    |
| 1959 | Fred Kaplan           | 2009             | 1959: The Year Everything Changed. John Wiley & Sons, 2009, ISBN 9780470730270.                                               | Antibabypille, Integrierter Schaltkreis, Lady Chatterley, Sputnikschock                                                    |
| 1967 | Robert Stockhammer    | 2017             | «1967». Pop, Grammatologie und Politik. Wilhelm Fink Verlag, Paderborn 2017, ISBN 978-3-7705-6161-2.                          | Grammatologie (Derrida) |
| 1977 | Philipp Sarasin       | 2021             | 1977: Eine kurze Geschichte der Gegenwart. Suhrkamp, 2021, ISBN 978-3-518-58763-8                                             | Offensive 77, Centre Georges-Pompidou, Apple II, Michel Foucault                                                           |
| 1979 | Frank Bösch           | 2019             | Zeitenwende 1979. Als die Welt von heute begann. Beck, München 2019, ISBN 978-3-406-73308-6                                   | Islamische Revolution, Reform- und Öffnungspolitik Chinas                                                                  |